# Pinelema bailongensis
Espèce
Pinelema bailongensis est une espèce d'araignées aranéomorphes de la famille des Telemidae.

## Distribution
Cette espèce est endémique du Guangxi en Chine,. Elle se rencontre dans la grotte Bailong dans le xian de Pingguo à Baise.

## Description
Le mâle holotype mesure 1,75 mm et la femelle paratype 1,60 mm.

## Étymologie
Son nom d'espèce, composé de bailong et du suffixe latin -ensis, « qui vit dans, qui habite », lui a été donné en référence au lieu de sa découverte, la grotte Bailong.

## Publication originale
- Wang & Li, 2012 : Description of Pinelema bailongensis gen. nov. et sp. nov. (Araneae, Telemidae) from Guangxi, China. Acta Zootaxonomica Sinica, vol. 37, no 1, p. 76-83 (texte intégral).